# Punto di turn-off

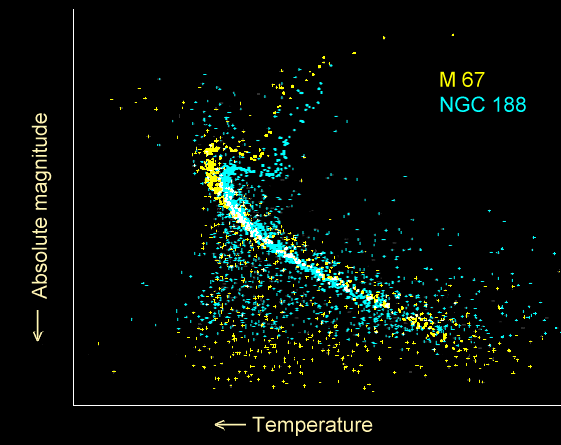
Diagrammi HR per due ammassi, M67 e NGC 188, che mostra la sequenza principale con punto di turn-off a differenti età.

Il punto di turn-off di una stella si riferisce al punto sul diagramma Hertzsprung-Russell in cui essa abbandona la sequenza principale dopo l'esaurimento del suo combustibile principale (l'idrogeno). Segnando il punto di turn-off di un ammasso stellare si è in grado di stimare l'età di quest'ultimo.